# البحث عن السيد قاف
البحث عن السيد قاف هي رواية من تأليف الكاتب المصري محمد فؤاد عيسى صدرت عن دار دون للنشر والتوزيع عام 2022 بالتزامن مع إقامة فعاليات الدورة الثالثة والخمسين لمعرض القاهرة الدولي للكتاب.

## موضوع الرواية
يغلب على رواية البحث عن السيد قاف الطابع البوليسي النفسي حيث تدور أحداث الرواية حول ضابط شرطة موشك على التقاعد يدعى فارس. وخلال أيامه الأخيرة في العمل قبل تقاعده، يتولى فارس التحقيق في قضية معقدة بعدما يعثر رجال الشرطة على فتاة تعمل في إحدى دور النشر مقتولة داخل منزلها. ومن خلال قراءة رسائل الضحية تتكشف للضابط الكثير من الحقائق التي تتعلق بحياتها وماضيها وعلاقاتها وتتسع دائرة شكوكه لتشمل زوج الضحية وصديقتها وأحد المؤلفين المقربين منها قبل وفاتها، وتتوالى الأحداث والمفاجآت خلال رحلة بحث الضابط فارس عن الجاني.

## شخصيات الرواية
- فارس: ضابط على وشك التقاعد.
- مريم: فتاة شابة تعمل بدار للنشر، ويعثر عليها متوفاة في منزلها.

## مقتطفات من الرواية
- «إن الحياة عندما تعطي الإنسان أشياءَ يتمناها الآخرون لأنفسهم ويسعون لتحقيقها، حينئذ سيبدو للناس أنه أسعد مَن في الكَون. فقد حقق أحلامهم لنفسه، لكنهم لا يعرفون ما أخذته منه الدنيا مقابل ذلك، ربما أخذت ما لم يستطع تعويضه.»
- «مَن مِنَّا يا مريم بدون عُقدٍ صغيرة تنمو مع الزمن الذي لا يتركنا إلا وقد عبث بأوراقنا البيضاء التي خُلقنا على هيئتها منذ جئنا إلى الدنيا!!»

## وصلات خارجية
- آراء القرّاء حول رواية البحث عن السيد قاف على موقع أبجد
- صفحة رواية البحث عن السيد قاف على موقع جود ريدز